# Araripe Júnior

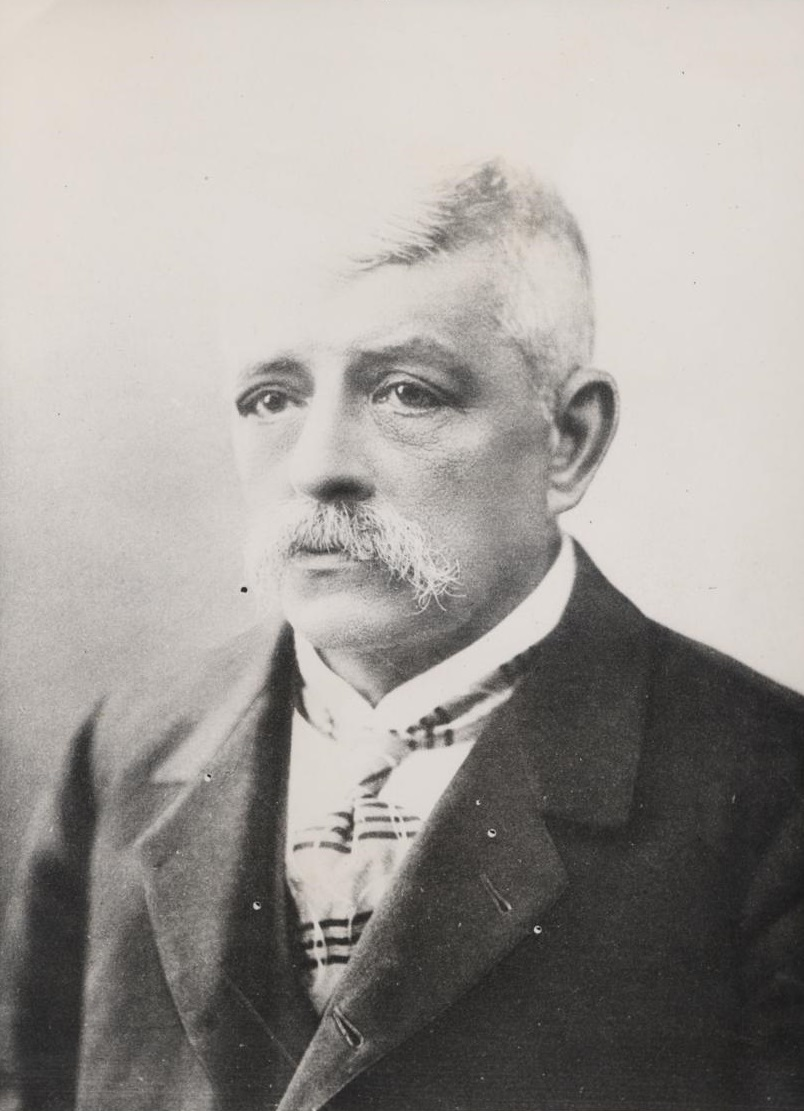
Araripe Júnior

Tristão de Alencar Araripe Júnior (* 27. Juni 1848 in Fortaleza; † 29. Oktober 1911 in Rio de Janeiro) war ein brasilianischer Jurist, Literaturkritiker und Schriftsteller.

## Leben
Araripe Júnior wurde 1848 als Sohn des Tristão de Alencar Araripe und der Argentina de Alencar Lima geboren. Seine Familie war im 19. Jahrhundert eine der wichtigsten in Ceará. Sein Jurastudium schloss er 1869 an der Faculdade de Direito do Recife ab.
Araripe Júnior war Gründungsmitglied der Academia Brasileira de Letras und des Instituto do Ceará sowie Mitglied des Instituto Histórico e Geográfico Brasileiro. Er gilt, zusammen mit Sílvio Romero und José Veríssimo, als einer der bedeutendsten Positivisten sowie Literaturkritiker seiner Zeit.
Afrânio Coutinho befasste sich mit seinem Gesamtwerk und veröffentlichte zwischen 1958 und 1966 die fünfbändige Obra crítica de Araripe Júnior.
Araripe Júnior verstarb 1911 in Rio de Janeiro im Alter von 63 Jahren.